# لي شوفاليي
لي شوفاليي (اسمها بالصينية 诗蓝، وينطق بينيين) (مواليد بكين، 30 مارس 1961) هي فنانة فرنسية متخصصة في الرسم والفن البلاستيكي. تحصلت الفنانة ذات الأصول الصينية على الجنسية الفرنسية منذ سنة 1986، وهي اليوم تعمل في مفترق أوروبا وآسيا.
هي عضوة في مؤسسة تايلور وفي جمعية المؤلفين والمُلحّنين وناشري الموسيقى في باريس (ADAGP). تُعرض أعمال لي شوفاليي المونوغرافية منذ سنة 2010 في كل من متحف الفن المعاصر بروما (ماكرو روما) والمتحف الوطني للفنون الجميلة بالصين ومتحف اليوم الفني ببكين ومتحف الفنون الجميلة بشانغاي. وتُعدُّ أعمالها، منذ ذلك الحين، جزءً من المجموعة الدائمة لكل من المتحف الوطني للفنون الجميلة بالصين وأوبرا الصين الوطنية. يُزيّن اثنان من أكبر أعمال لي شوفاليي الفنية منذ سنة 2011، جدران السفارة الفرنسية بالصين بجوار لوحات لفنّانين فرنسيّين آخرين ذوي أصول صينية، زاوو ووكي وشو تاه شون. تحصلت الفنانة في سنة 2014 على الميدالية الذهبية للجمعية الوطنية للفنون الجميلة (SNBA) مكافأة على تنصيبية لها ونالت كذلك جائزة جمعية المؤلفين والملحّنين وناشري الموسيقى الكبرى للنحت.
شُهرت لي شوفاليي باعتماد الرسم التجريبي في أعمالها الفنية أين تنصهر مجموعة وسائط الاتّصال الغربية مع عناصر الفنّ الصيني التقليدي. وتُعدُّ الفنانة واحدة من فناني الوسائط المتعددة فقد عُرفت بتنصيبيّاتها ومفهومها الشخصي لفنّ العرض.

## السيرة الذاتية
أقامت لي شوفاليي خلال ثمانينيّات القرن الماضي بفرنسا. وواصلت، بعد إتمام دراساتها العليا (الماجستير) بمعهد الدراسات السياسية بباريس (1986-1990)، دراسة الفلسفة السياسية لتُحضّر رسالة الدكتوراه بجامعة السوربون بباريس. تحصّلت في سنة 1990 على شهادة الدراسات المعمقة في الفلسفة السياسة تحت إشراف كل من لويس سالا مولينس وروبرت ميسراهي. ويبدو أنّهُ لتوجُّه لي شوفاليي نحو الفلسفة السياسية أثر حقيقيّ في أعمالها الفنية نظرا لما خلّفته الثورة الثقافية في روح الفنانة وذوي جيلها من الفنانين من مأساويّة.
تحصّلت لي شوفاليي، في تسعينيّات القرن الماضي، على تكوينها الفني خلال إقاماتها المتعددة في إيطاليا من أجل الدراسة (كمزاولتها لمعهد الفنون الجميلة والترميم بفلورنسا) من جهة. وفي فرنسا حيث انخرطت في دورات فنية تحت إشراف رسامين فرنسيين مثل تيبو دو رامبري وبيار هنري، من جهة أخرى. تم قبولها في سنة 2003 بالجمعية الوطنية للفنون الجميلة (SNBA). فبرزت كواحدة من ممثّلي الجمعية من الفنانين خلال أحد أحداث الفن الكبرى في فرنسا «الفن بالخط العريض» الذي نُظّم بقصر باريس الكبير.
قصدت لي شوفاليي سنة 2003 مدينة لندن لتلتحق بورشة دالي التّابعة لكلية سان مارتنس المركزية للفن والتصميم سعيا منها لتطوير موهبتها، ثم سجلت في دورة دراسات الدكتوراه في مجال الفنون الجميلة لتتحصّل على شهادتها سنة 2007 تحت إشراف ستيفن ويليام. واجتازت في نفس السنة مسابقة المشاركة في المعرض الصيفي للأكاديمية الملكية للفنون بلندن التي نظمتها جامعة قولدسميث، بنجاح وتأهلت لنهائيّ جائزة سيليست للفن. أصبح رئيس جامعة الفنون بلندن، ميخائيل باشلار، عند اكتشافه لأعمالها، واحدا من أكبر معجبيها وجامعي أعمالها الفنية بلندن.
عادت لي شوفاليي إلى الصين سنة 2008. فسعى الباحث النظري في الفن الصيني الشهير، السيد بينغ فنغ، نائب مدير مركز البحث الاستيتيقي لجامعة بكين ومدير الجناح الصيني ببينالي البندقية الرابع والخمسون، إلى ضمّها للوفد الصيني بالبندقية غير أنّ محاولاته بائت بالفشل نظرا لحمل الفنانة للجنسية الفرنسيّة.

## عروضها الكبرى

### العروض المونوغرافية

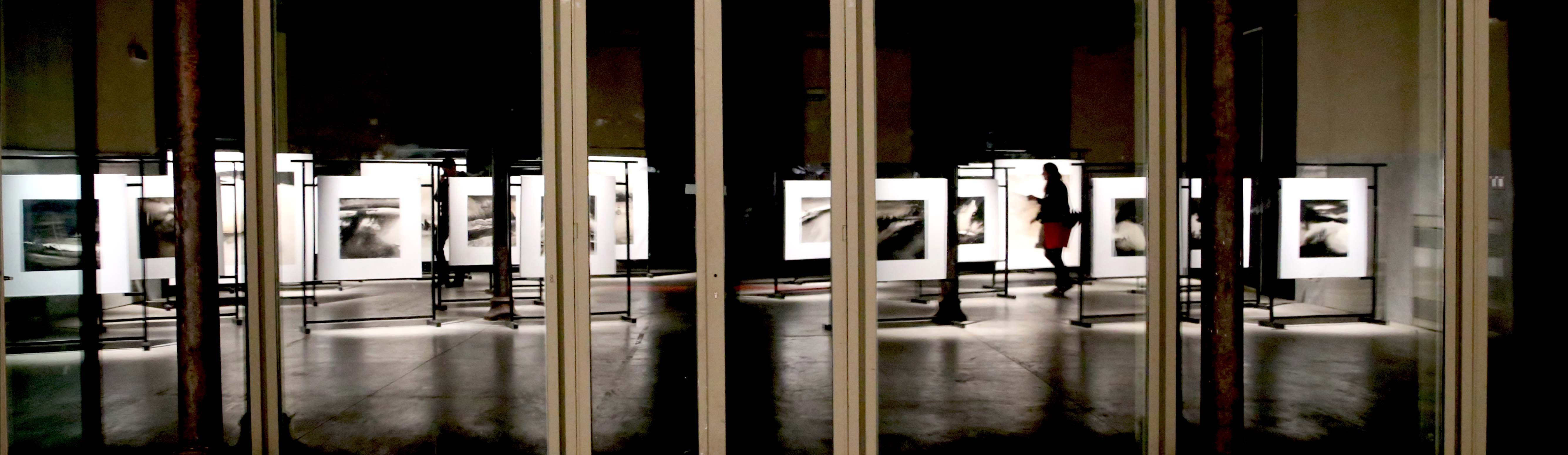
مونوغرافية، متحف الفن المعاصر بروما

جرى آخر عرض مونوغرافي للفنانة في متحف الفن الحديث بروما سنة 2017.
وفي شهر ديسمبر سنة 2004، خصّصت مدرسة الفنون التابعة لجامعة فيرجينيا كومونولث عرضا مونوغرافيا لها بعنوان 'الصمت المحتجب' لتعرض مجموعة اللوحات التي أنجزتها باعتماد فن الحبر التجريبي، الذي أصبح اليوم ولأوّل مرة، حاملا لتوقيعها. وعُرضت، في 2006، مونوغرافية للي شوفاليي بمدرسة بيام شاو للفن التابعة لكلية سان مارتنس للفن بلندن.
وتوالت، علاوة على ذلك، ثلاثة عروض لجميع أعمالها منذ سنة 2010. جرى العرض الأوّل بمتحف الفن الوطني الصيني ببكين في ديسمبر 2010، والثاني بمتحف اليوم الفني ببكين في مايو 2010، والثالث بمتحف الصين للفنون الجميلة بشانغاي في سبتمبر 2011. فانضمّت أعمال لي شوفاليي منذ تلك السنة (2010)، إلى المجموعة الدائمة للمتحف الوطني للفنون الجميلة في الصين.
وفي سنة 2014، تم عرض مونوغرافيتها 'فن الالتقاء' بقاعدة الغواصات ببوردو تحت إشراف عمدة بوردو آلان جوبي ولجنة وزارة الخارجية للاحتفال بالذكرى الخمسين للعلاقات الدبلوماسية بين فرنسا والصين. ومن ثمّ، انضمت أعمال لي شوفاليي إلى المجموعة الدائمة بمعهد بيرنار ماغرز أيضا.

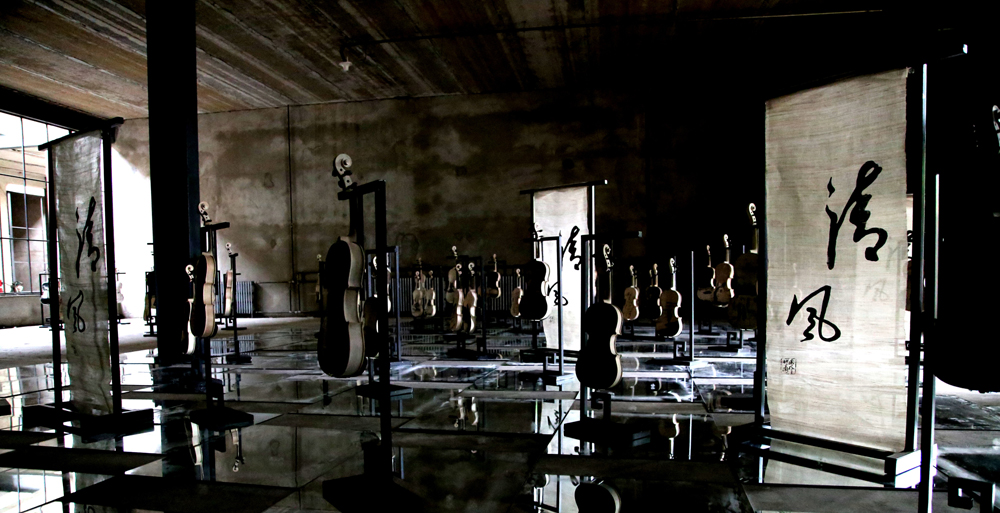
كانتابيلي بير اَركي تنصيبية، المركز الوطني للفنون المسرحية ببكين

### العروض الجماعية
فازت لي شوفاليي سنة 2007 بمسابقة الأكاديمية الملكية بلندن التي شاركت فيها بمجموعة أعمالها الفنية. فعُرضت أعمالها أثناء معارض فنية دولية عدّة مثل المعرض الدّولي للفن بلندن (2007) والمعرض الدولي للفن بغلاسكو (2008) والمعرض الدولي للفن بالشمال (2008) والمعرض الدولي للفن بشانغاي (2008) والمعرض الدولي للفن ببكين (2011) والمعرض الوطني بالبيضاء الدوحة قطر (2003).
وبرزت الفنانة في سنتي 2007 و2011 كواحدة من ممثّلي الجمعية الوطنية للفنون الجميلة أثناء عرض «الفن بالخط العريض» بقصر باريس الكبير.
ومن بين أحداثها الفنية الأخرى، نذكر العرض الدولي للنحت وتنصيبية 'منفتح' بالبندقية وعرض 'الفن من أجل السلام' بمقر اليونسكو بباريس وعروضا أخرى نُظّمت بمتحف الفن بووهان في الصين (2010) وبمتحف غين زي غان ببكين (2010) وبمتحف الفن بهوانتي (2009) وبمتحف الفن بشانغ شانغ ببكين (2010) وبمعرض الفن بجامعة كولومبيا في الولايات المتحدة وبالمركز الثقافي الكوري ببكين وبمعرض العصر الجديد بمدينة الفنون بمنطقة الفن عدد 798 ببكين وبمتحف استلي للفن في السويد وأخيراً بمتحف الفنون الجميلة التابع لجامعة سان بيترسبورغ (2015).
وخصّص صالون الجمعية الوطنية للفنون الجميلة بباريس، فضاء خاصّا لتنصيببة لي شوفاليي الفنية 'ألواح النور التذكارية' ببطحاء الخيل باللّوفر إحياء لذكرى فيكتور سوقالين في شهر ديسمبر من سنة 2014.
كما قدمت الفنانة، في أكتوبر 2015 أعمالها في إطار عرض 'فارغ وممتلئ' الذي نظمه مرسم البيت الأزرق. نذكر فيما يلي ما قاله ناقد العرض، جيرار كسوريقورا، في أعمالها: «يوجد في عملها شيء من الكاَبة، مسافة وهمية وتمكّن فنيّ حقيقيّ. تكمنُ براعة هذه الصور الخطرة والخفية التي توحي لنا بالطبيعة، في المحاكاة. لكنّها تحاكي طبيعة مُستخلصة لا تنتمي لأحد بل لمُبدعتها. ختاما، لم تستسلم لي شوفاليي لفتنة خطّ جسر يصل الشرق بالغرب إنّما بنت عالما بأسره، عالمها هي.»

## أسلوبها الفني

### فن الرسم بالحبر على القماش
- حبر وما بين

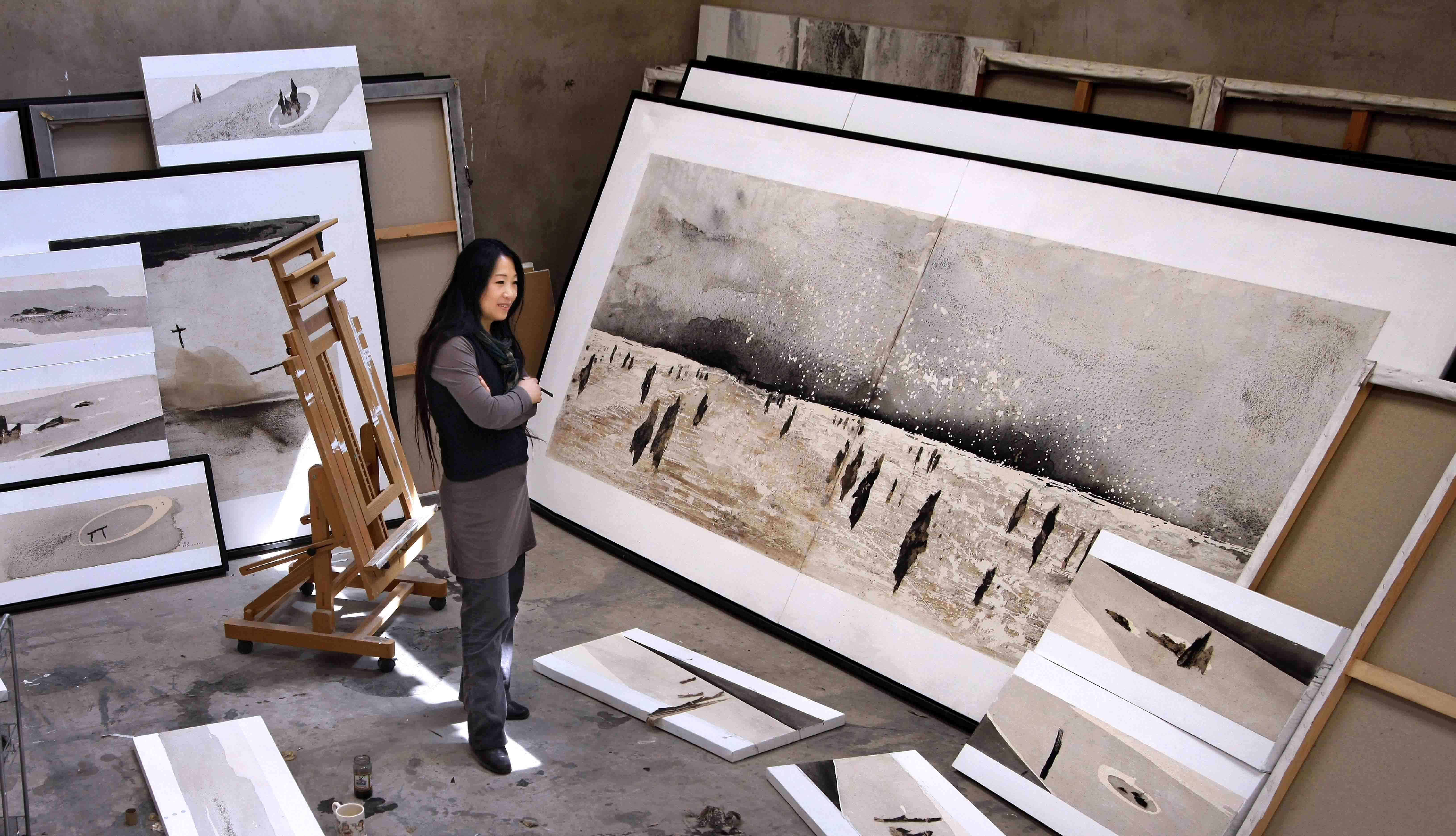
لي شوفاليي في ورشتها، بكين

'في إطار جامع لثقافات متعددة، يأخذ المشهد الفني الصيني منحيين رئيسين: اذ يسيطر عليه، من جهة، الإصرار على الدفاع عن الهوية ويحكمه، من جهة أخرى، التوجّه الكليّ إلى اعتماد لغة فنية مشتقّة من الغرب ألا وهي فنّ البوب الأمريكي وتيّاري الواقعية والسريالية الأورُوبّيي الأصل. فبحُكم عيشها منذ ثلاثة عقود بين آسيا وأوروبا، تنضمُّ لي شوفاليي إلى ذوي الاتجاه الثالث في الفنّ. فقد تلقّت تكوينها الفني بقُطبي الفنّ في الغرب؛ إيطاليا، حيث لا يزال التيار الكلاسيكي قائما، ومركز سان مارتنس بلندن، المشهور باعتماده تيار الطلائعية بصفة خاصّة. فهي تُغامر فوق أرضيّة هجينة وتعتمد لُغة اللّقاء.'

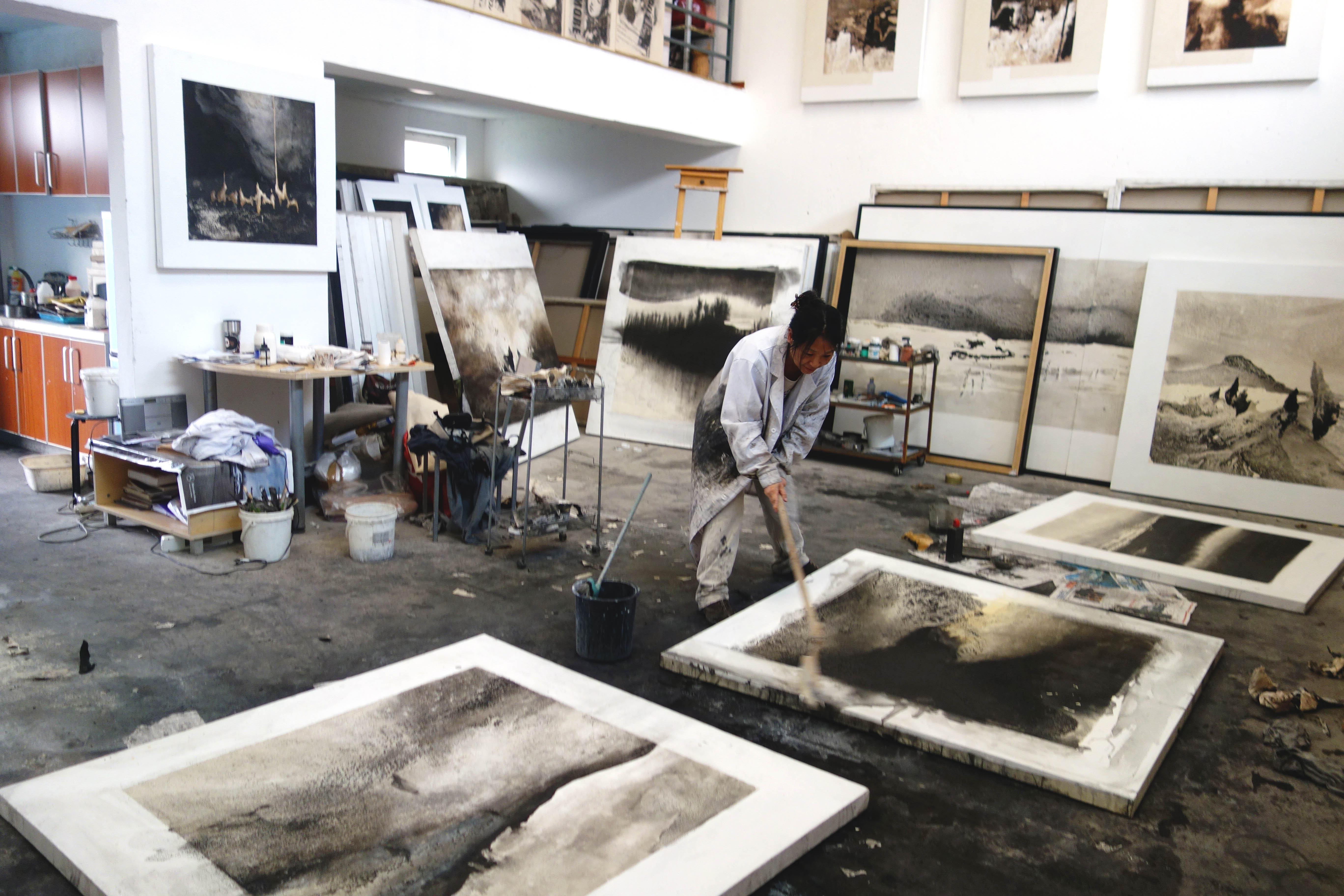
لي شوفاليي في ورشتها ببكين

وفي ما يلي، ما قالهُ عالم الحضارة الصينية فرانسوا جوليان بشأن أعمال لي شوفاليي في مقالته 'حبر وما بين' التي خصّصها للفنّانة: «'حبر'، لغة فنية فريدة تأتي من شرق عريق. 'ما بين'، ذهاب وإياب بين ضفّتين، شرقية وغربيّة؛ حوار زمني يصلُ الماضي بالحاضر. تستغلّ لي شوفاليي سلاسة الحبر ـ بالمقارنة مع 'غلظة' الألوان الزيتيّة ـ والخطوط المموّهة في قلب لغة شبه تجريدية. هي تسعى إلى تعزيز الشّاعرية والغنائية باعتماد الحبر الصيني وبتجديد الدّعامة وإضافة المادّة: فتراها ترسم على القماش، وتُدخل الأصباغ والرّقائق المعدنية والرّمل والورق وخطّ اليد. وتراها كذلك تُنوّع الأحجام، من الصغير البسيط إلى الضخم الهائل، ومن المستطيل إلى المربع. ختاما، ما مكّن رُسوماتها من تعمير فضاء العرض بالكليّة ليُصبح فضاء تنصيبية حقّة، هو أسلوبها المتميّز في العرض.»

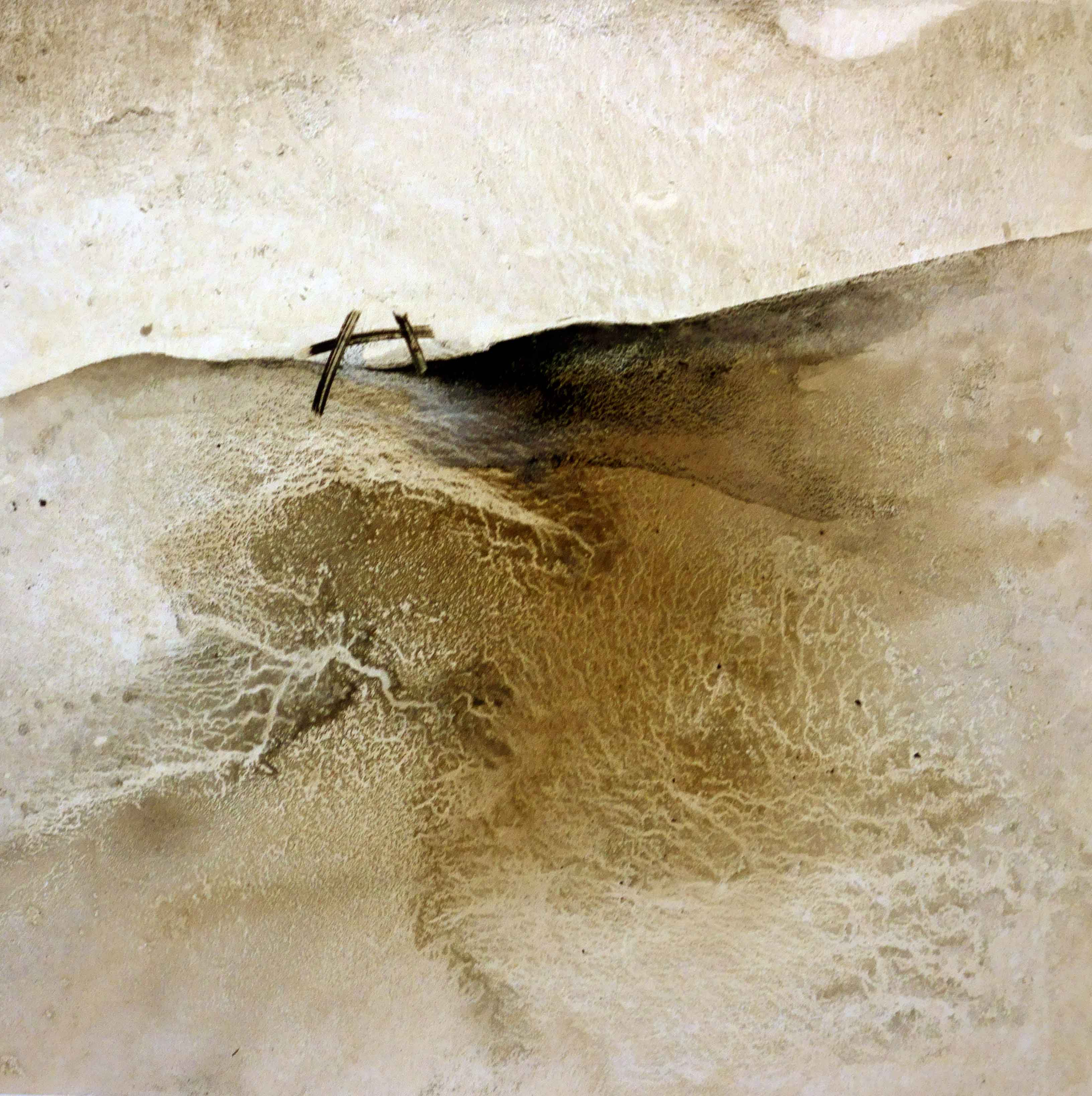
أصل العالم ؛ 150/150 صم ؛ تقنياف متنوعة للرسم على القماش. متحف الفن المعاصر بروما

أمّا على الجانب الرّمزيّ فليس مفهوم المشهد في فن لي شوفاليي، وريثة مدرسة المثقفين للرّسم، سوى ذريعة اعتمدتها للتعبير عن «تعجبها الفلسفي». ودون دليل واضح لأيّ انتماء ديني، ترسم لي شوفاليي التوري (وهو مجثم الطيور في الفولكلور الياباني) أبوابا جاثمة أمام المعابد لترمز إلى العالمين المادي والروحي: مقعد وحيد يتوكّئ فراغا أوفقدا على جزيرة واقعة في صدر المحيط، وصليب معوج بفعل الرّياح. أمّا العناوين التي اختارتها لي شوفاليي لأعمالها، فتعتمد على الرمز، مثل 'فراغ الأخر' و'وحدة تسكن الإنسان' و'ما وراءالأفق' وأخيرا 'سمفونية القدر' التي تتصدّر حجرة استقبال سفارة فرنسا بالصين منذ عام 2011. وتتمثل في مشهد آبق وخيالات تبدو وكأن الأفق قد امتصّها، أوخطّ العالم الآخر. يُُبثّ فينا حضور الأشكال المستوحاة من الألواح التذكارية (الشواهد) البريطانية أو الكورسيكية نفس شعور الانبهار الذي شعر به فيكتور سوقالون أمام هذه الألواح، هذه الأحجار المنحوتة المندثرة على الأرض والمُشيّدة في الأفق كعلامة، المُغيّرة لمجرى الزمن.
- جمال ومنظور إنساني مثال

خدش الجنون البشري الذي ساد الأرجاء في الصين عقب الثورة الثقافية طفولة لي شوفاليي. اذ هُوجم مفهوم الجمال في عالم الفن وتسرب هذا الهجوم ليعُمّ دائرة خصوصية الصينيين بجميع أركانها. كرّست لي شوفاليي في سنة 1990 مُذكّرة دراساتها المعمقة في مجال الفلسفة السياسية لمسألة 'الإنسان الشاشة والفضيلة السياسيّة المحتّمة' بمعهد الفلسفة التابع لجامعة السوربون. وبعد دراسة الفنون الجميلة، سلّمت لي شوفاليي سنة 2007 مُذكّرة الدكتوراه في الفن والجمال بكلية سان مارتنس المركزية للفنون والتصميم بلندن، وهي مؤسسة شُهرت بطلائعيتها وباعتمادها تيار مُخالفة مفهوم الجمال. اختارت لي شوفالييي 'رحلة في البحث عن الجمال الضائع' عنوانا للوحتيها القماشيّتين الّتين قدمتهما بعرض اختتام الدراسة. وصرّحت في مؤتمراتها العديدة بمعهد برنار ماقراز بمارس 2015 ثم بمعهدي علوم بو بباريس وعلوم بو بلو افر بمارس 2016، بإيمانها بأن أقوى مشاعر الحماس تتولد من موشور العاطفة الجمالية التي تبعثها فينا الأعمال الفنية. وبأن هذه العاطفة الفنية، حسب لي لا تتحقق دون التعلّق الحقّ بقيمة الحياة.
وتُردّد الفنانة المقطع الاَتي من كتاب 'التأملات الخمسة' لفرانسوا تشنج بكثرة، الذي تراه أجمل دمج لقيمتي الجمال والكمال الإنساني. فهو يبعث فيها الحياة، أمام ما خلّفهُ في نفسها رفض المحيط الفني له بشدّة:
«لنتخيّل عالما صائبا بحتا، لا مكان لأيّ فكرة جمالية فيه... سنمتثل في ذلك العالم لنظام الرجال الاَليين، لا لنظام الحياة. تلك هي الصورة المُروّعة التي رسمها لنا معسكر اعتقال القرن العشرين...»
انضمّت لي شوفاليي سنة 2014 لكل من ناقد الفن الصيني السيد بنج فنج ومدير الأكاديمية المركزية للفنون الجميلة بالصين السيد بان غاونج والفيلسوف الفرنسي لوك فيري لإقامة مؤتمر حواري في الصين من أجل مُناقشة موضوع ولادة الإستيتيقا الحديثة ومسألة معيار الجمال.

### الأعمال المركبة وفنّ العرض
تتميز عروض لي شوفاليي وأعمالها المركّبة بنظرتها الخاصة لفن العرض، كما بالتوزّع المكاني المتميّز الذي يُضفي الجانب المسرحي. ويتركز اهتمامها على استعمال الضوء والواجهة والصوت، وتحرص كذلك على مشاركة الزّوار شخصيّا في الحدث، لتنتج عن كل ذلك تجربة حسّية تجمع بين أعمالها الفنية.
- كانتابيلي بير آركي

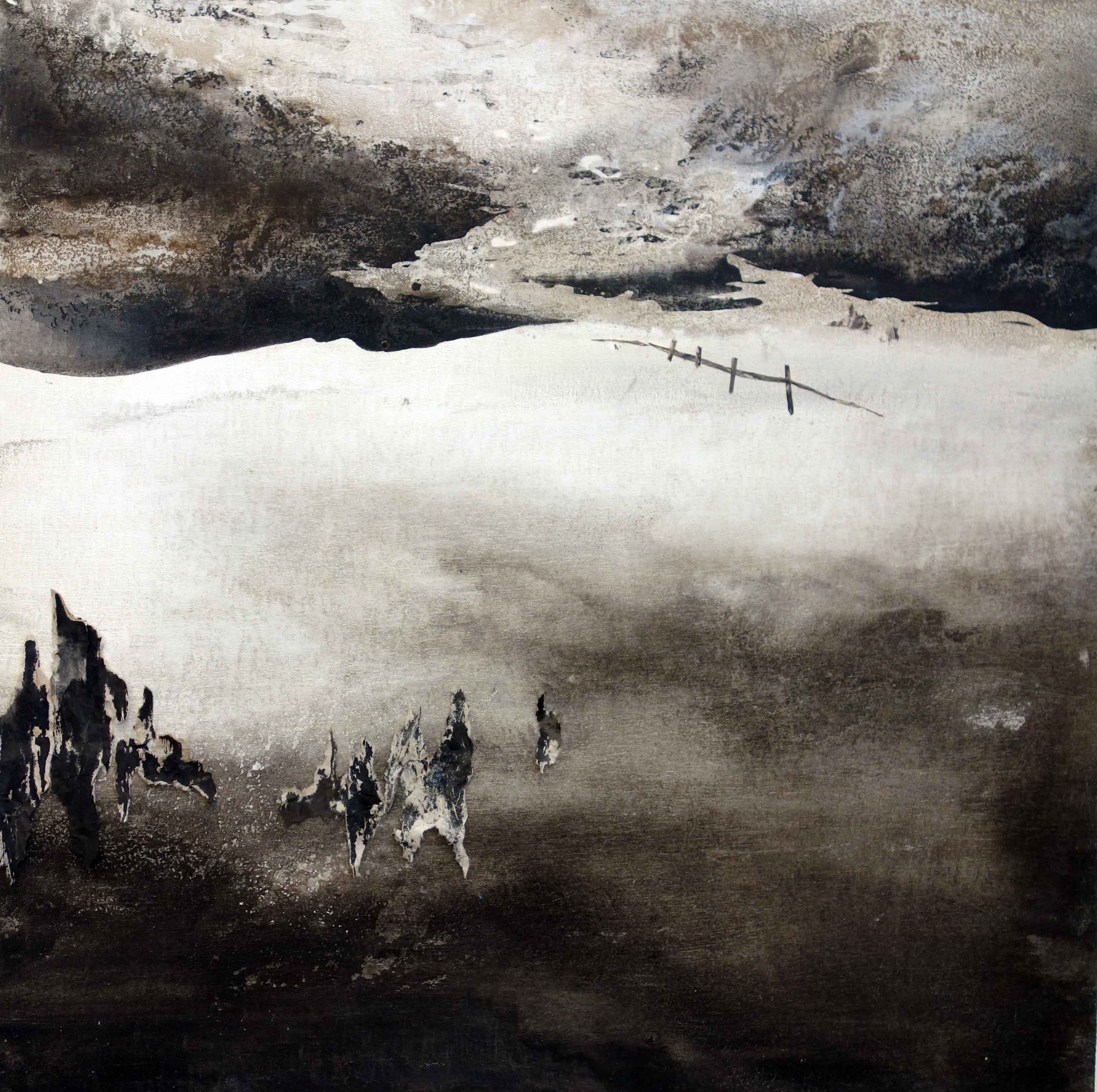

هي تنصيبية عظيمة تتألف من «غابة» آلات موسيقية وتريّة كالكمان والآلتو والتشيلو الصينية الصنع وخامة مُزينة بلمسات الحبر وخط اليدّ. صُممت هذه التنصيبية استلهاما بسمفونية 'كانتابيلي بير آرشي' للمُلحن ليتون بيتيريس فاسكس، التي توحي للي شوفاليي بمشهد غابة من الآلات الموسيقية «آرشي» (أي ذات بعد أقصى) في الطبيعة الواسعة، وبصيحات يأس مُؤثرة توحي بالثنائية التراجيدية، المثال الإنساني كما يراه المُلحن، وحقيقة الماَسي التاريخية المُدمّرة التي قاساها شعبها من جهة أخرى. أحدثت الفنانة عبر هذه التنصيبية دويّا عارما. أطياف وليدة لهذه المحن المفاجئة التي عاشها بلدان شديدا البُعد ومُتماثلا المصير. كأنما هو خط يربط روحين، شكلين من أشكال الفن.
أُنجزت هذه التنصيبية بتاريخ 3 يوليو/تموز 2013، في إطار التقاطع (التقاء للفنون) وفي أوبرا الصين الوطنية. وهو مكان رمز، من إنجاز المهندس المعماري الفرنسي بول اندرو. اذ افتتح هذا العمل المُركّب المهرجان الأوّل لفيليب جوردان في الصين، وهو مدير الأوبرا الوطنية بباريس، فكان بمثابة مقدمة موسيقية. ونسبت لي شوفاليي أوبرا بكين لنفسها بمشاركتها بغابة آلات الكمان خاصّتها المتكونة من مئات الآلات الوترية كالكمان والآلتو والتشيلو في جميع أشكالها وأنواعها، في هيئتها الخامة أو هيئة الانتهاء، مزينة بالحبر وبخط اليد لتجمع بذلك سمفونيتها المرئية بالفن والموسيقى. وارتجل عازف أوبرا باريس المنفرد الرائع فريديريك لاروك وسط هذه التنصيبية للعزف قبل أن ينجز مهرجان كمان برفقة أوركسترا الصين الوطنية السمفونية تحت إشراف فيليب جوردان.
تم عرض هذه التنصيبية الفنية بقاعدة الغواصين ببوردو في إطار الاحتفال بالذكرى الخمسين للعلاقات الفرنسية الصينية مرفقة بمهرجان أوبرا باريس 'الكانتور'. وعُرضت مُجدّدا بمتحف الفن المعاصر بروما في سنة 2017 في صورة تنصيبية متعددة الوسائط وطُوّرت بإرفاق تزامن صوتي ضوئي ومقطع فيديو.
- بين الموسيقى والفن المرئي

غمرت دروس الموسيقى طفولة لي شوفاليي. وهو ما جعلها تتّخذ منحى موسيقيا منذ بداية مشوارها الدّراسي. تمّ اختيارها، بعمر الخامسة عشر، من قبل فرقة أوبرا الجيش الصيني لتتلقّى تدريبا في الغناء. ويبقى شغفها للموسيقى قائما إلى جانب عملها في الفن البلاستيكي. وكانت أيضا النديويّة (أي صاحبة الصوت الأعلى) في جوقة أوركسترا باريس التي شاركت بها تحت إشراف رئيس الأوركسترا الفرنسي هوق رانار.

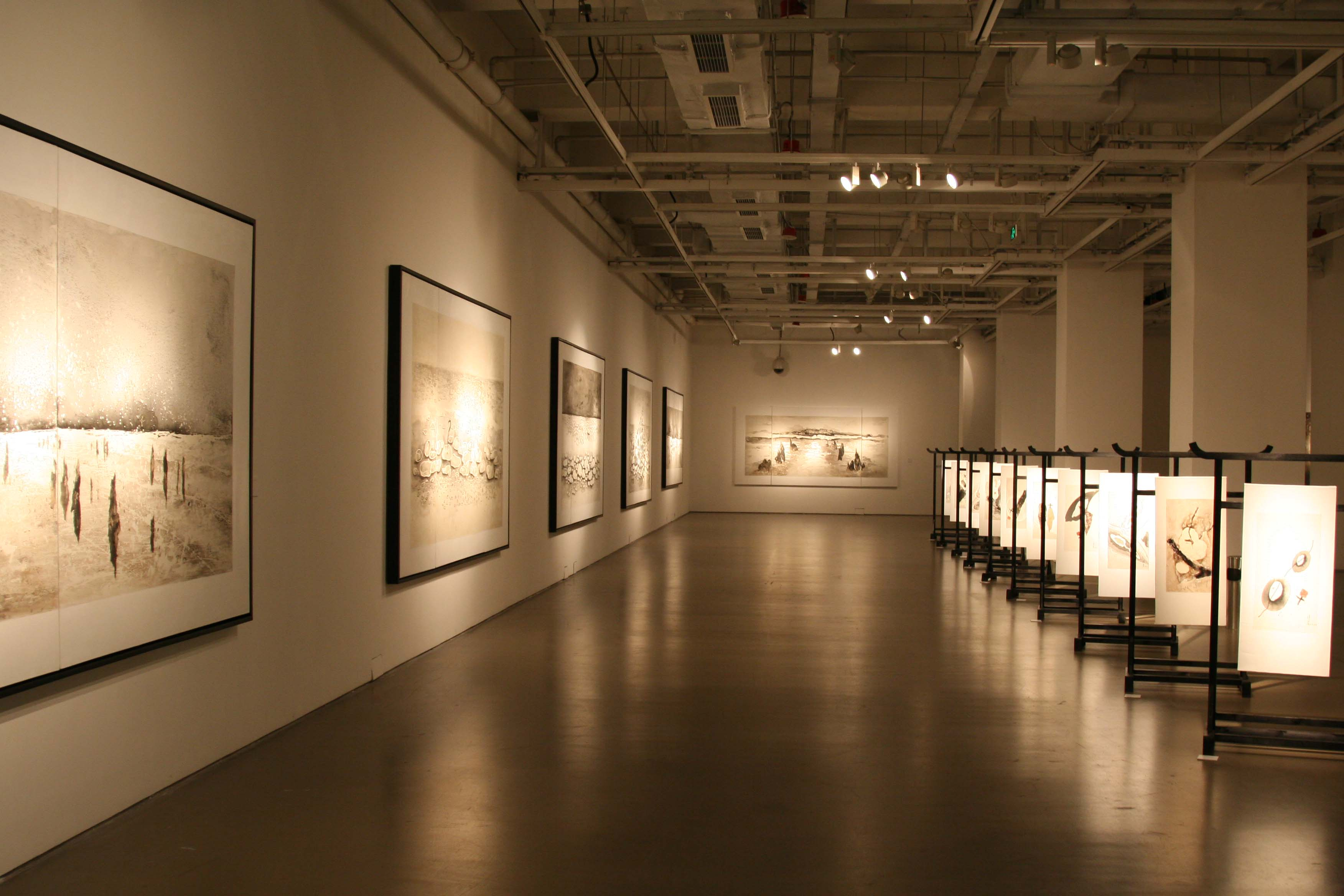
عرض ارتجاعي لأعمال لي شوفاليي، متحف اليوم الفني ببكين

وتعاونت منذ سنة 1991 مع موسيقاريي أوبرا باريس لتُحيي مهرجانين برفقة عازف كمان أوبرا باريس المنفرد الرائع فريديريك لاروك وأوركسترا راديو الصين وأوركسترا فلم الصين. وفي ديسمبر2004، تم ضمّ عرض لي شوفاليي الفردي 'رسم الموسيقى' بتعهد من مؤسسة قطر، إلى أداء أوبرا باريس 'الكاتور الوتري'. ونظّم التحالف الفرنسي ببكين، سنة 2010، عرض لي شوفاليي الفردي 'السمفونية المرئية' تكريما للمُلحن ليتون بينيريس فاسكس. وفي يوليو/تموز 2014، أُضيف كاتور أوبرا باريس لافتتاح عرض لي شوفاليي 'فن الالتقاء' بقاعدة الغواصات ببوردو.

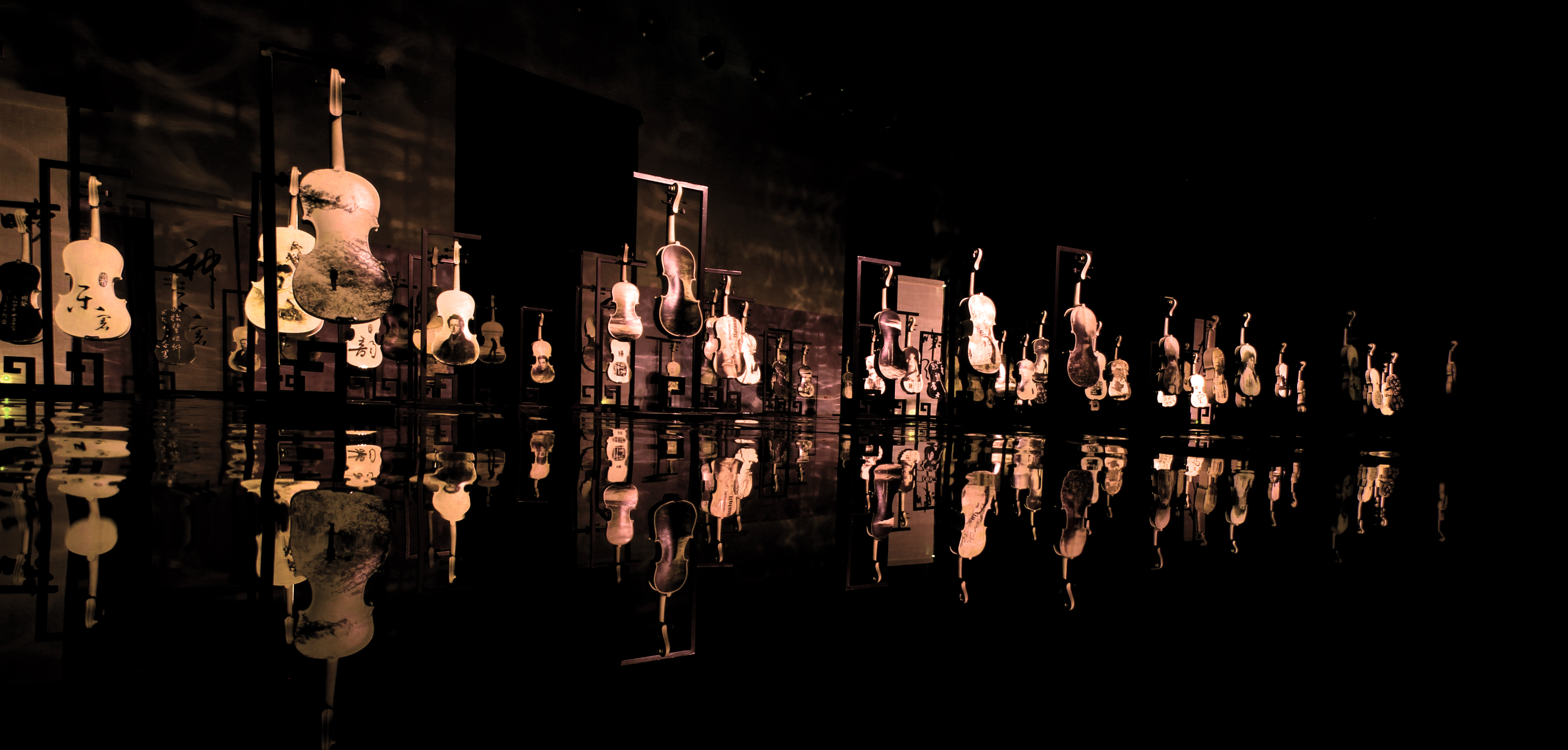

تُعدُّ الموسيقى أحد المواضيع المتكررة في أعمالها الفنية. اذ تُمثل لوحة لي شوفاليي التي عُرضت قي سنة 2007 بالأكاديمية الملكية للفن بلندن 'أسمعُ الماء يحلم' تكريما للملحن الياباني تاكيميستو. أمّا لوحة 'سمفونية القدر' (التابعة لمجموعة سفارة فرنسا في الصين) فهي تكريم لبيتهوفن. ومن بين الأعمال الفنية الموسيقية الأخرى التي ألهمت لي شوفاليي، نذكر: 'مقدسية الربيع' لايقور سترافينسكي (وهي مجموعة خاصة بالولايات المتحدة)، 'الليل المتحوّل' لأرنولد شونبرغ (عنوانها الأصلي بالألمانية فيركلارتي ناخت) و'الاختراعات ثنائيّة الصوت' لباش. وفي 2011، عُرضت تنصيبيّتها المُستلهمة من مهرجان المُلحّن الفلمنكي ديرك بروسي للكمان 'الأسود، الأبيض وما بينهما'، بمتحف الفنون الجميلة بشانغاي.
- ألواح القبور المضيئة

عرض المعهد الفرنسي بالصين، بمناسبة مئوية منشور 'ألواح القبور' لفيكتور سوقالان، تنصيبية لي شوفاليي 'ألواح القبور المضيئة' بمكتبة الصين الوطنية. وتتركب هذه التنصيببة من ثمانين لوح في شكل شظايا لامعة مطبوعة بالكتابات الحجرية التي تكتب على ألواح القبور والمنحوتة بكتابات يدوية يعود أصلها إلى عصور مختلفة. تُحفظ هذه الألواح الحجرية (اليوم) بمتحف ستال بشيان (أو متحف بيلين بشيان). أمّا الرقم 81 فقد اختاره سوقالون عند طباعة المنشور الأصلي لكتابه، ويرمز إلى عدد بلاطات الدائرة الأخيرة بشرفة مذبحة معبد السماء الثالثة ببكين. تُسلط ألواح القصائد، المُلصقة على دعامة معدنية والمُضاءة من الداخل، الضّوء على أثر الطريق وطيف روح فُقدت، تماما كما تفعل ألواح الحجر المصطفّة في مداخل المعابد أو الماثلة بحيرة في مشاهد الطبيعية الصينية ثناء على رجل عظيم أو إحياء لذكرى شاعر.

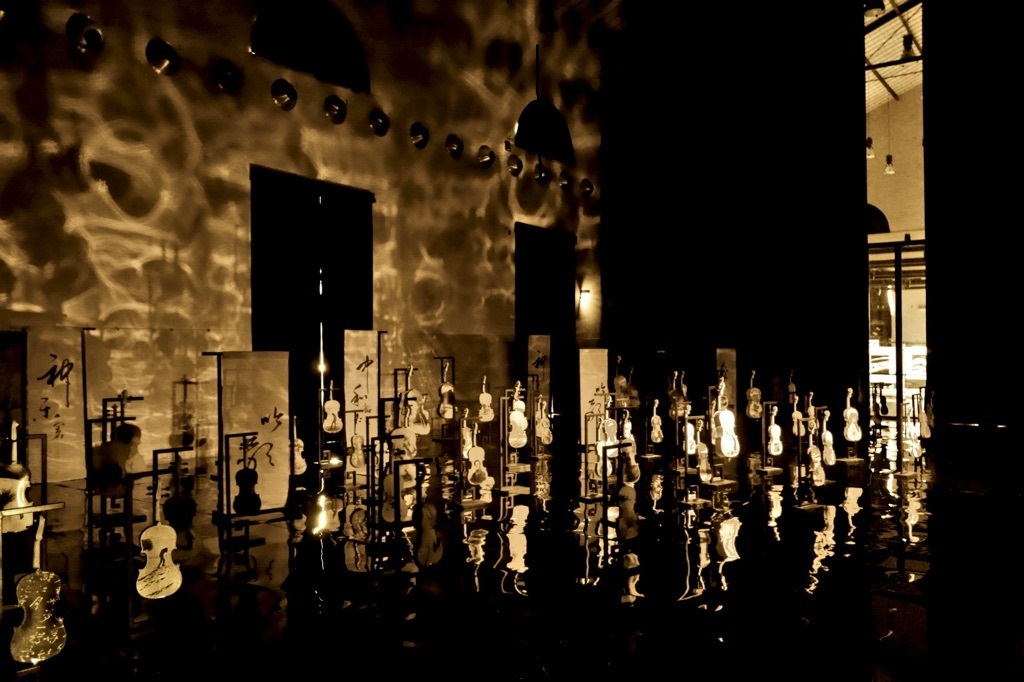
مونوغرافية للي شوفاليي، تنصيبية، متحف الفن المعاصر بروما - 2017

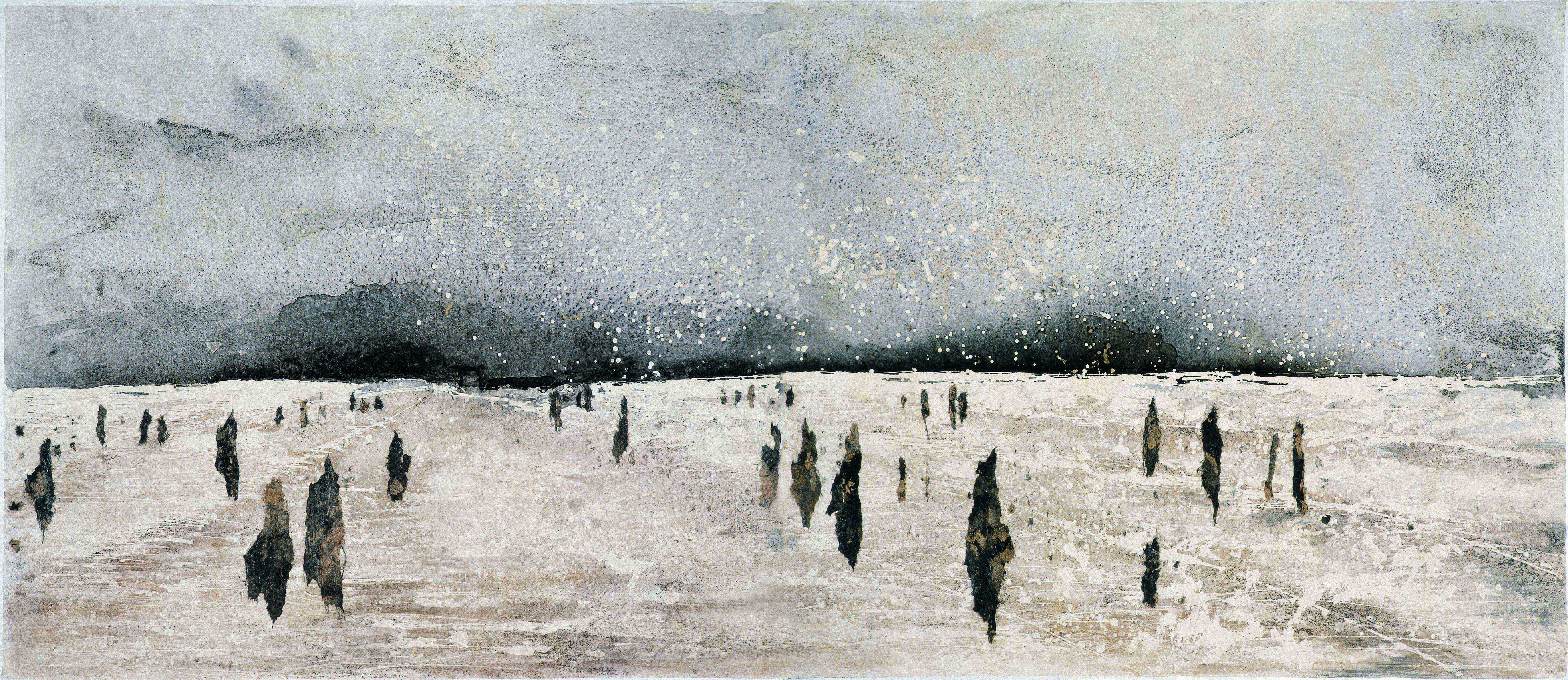

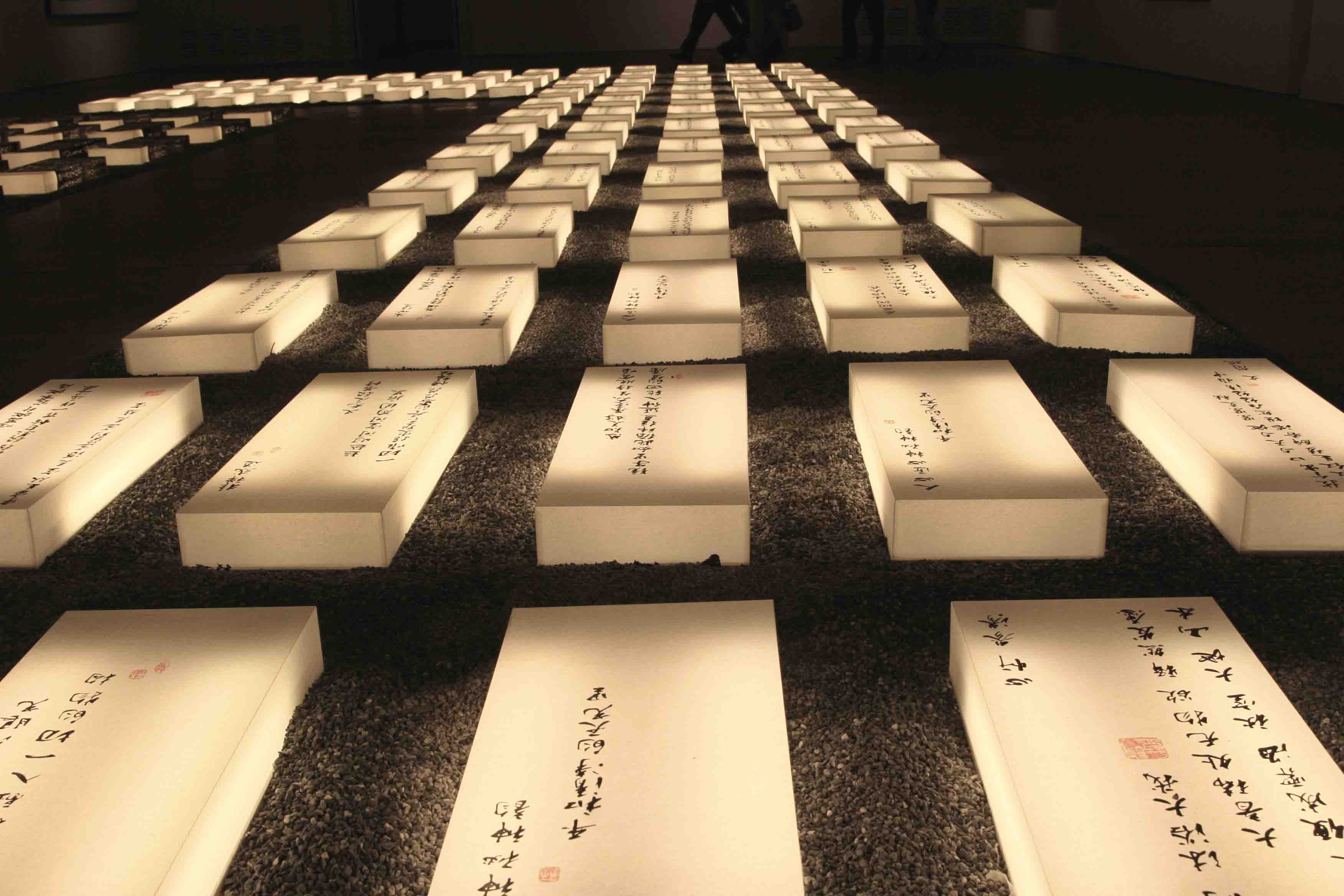

لا تشهد هذه الألواح الحاملة لأثر، لحضارة، لفن، في نظر الفنانة، على نزعة الحياة للفناء وإنما على رغبة الإنسان الجامحة في الخلود. ويُعدّ هذا كذلك موضوعا جدّ مألوف في أعمال لي شوفاليي إذ يظهر خاصة في استعمالها المتكرر للصق الكتابات الحجرية المطبوعة على الألواح الصينية ولصق الظلال المتشخصة الرامزة لعُشّاق الأراضي السلتيكية وأحجار المنهير البرطانية.

## أبرز أعمالها
- 2007: صوت الصمت، باستخدام الحبر التجريدي على القماش، 137×137 صم، مجموعة خاصة بالمملكة المتحدة، تم عرضها في الأكاديمية الملكية بلندن.
- 2008: تقبل الفراغ، 150×150 صم، تم عرضها بالقصر الكبير في سنة 2008، تابعة للمجموعة الخاصة.
- 2010: الانتظار، حبر تجريدي على القماش، 350×195 صم، مجموعة المتحف الوطني للفنون الجميلة بالصين.
- 2011: سمفونية القدر، حبر تجريدي على القماش، 350×195 صم، مجموعة سفارة فرنسا بالصين.
- 2011: الأصل، حبر تجريدي على القماش، 180×180 صم، مجموعة سفارة فرنسا بالصين.
- 2012: الجبل السرمدي، حبر تجريدي على القماش، 350×195 صم، مجموعة أوبرا الصين الوطنية.
- 2013: كانتابيلي بير اَركي، تنصيبية، تابعة للمجموعة الدائمة بأوبرا الصين الوطنية.
- 2013: غياب، حبر تجريدي على القماش، 300×150 صم، مجموعة معهد برنار ماغراز.
- 2013: إرادة السلطة، حبر تجريدي على القماش، 150×150 صم، مجموعة معهد برنار ماغراز.
- 2013: استفهام، حبر تجريدي على القماش، 180×180 صم، مجموعة معهد برنار ماغراز.